# Luftkonditionering
Luftkonditionering, klimakontrol, klimastyring og aircondition (afledt fra engelsk air conditioning) henfører til det at køle og affugte indendørs luft med henblik på termisk komfort. I bredere forstand refererer termen til enhver køling, opvarmning, ventilation, luftfiltrering eller disinfektion, som modificerer luftens tilstand.
Et klimaanlæg (AC eller A/C på nordamerikansk engelsk – eller HVAC på britisk, Singapore- og australsk engelsk) er en applikation, system eller mekanisme designet til at stabilisere lufttemperatur og relativ luftfugtighed i et større lukket område. Et klimaanlæg anvendes også til at køle eller varme – afhængig af lufttemperaturen. Klimaanlæg anvendes almindeligvis i bygninger og biler, når indendørsluften f.eks. er for tør, fugtig, kold eller varm – f.eks. pga. vejret.
Luftkonditioneringskonceptet vides at have været anvendt i det gamle Rom, hvor akvædukters vand anvendtes til at cirkulere gennem murene i visse huse med formålet at køle dem. Lignende teknikker blev anvendt i middelalderens Persien, hvilket omfattede cisterner og vindmøller til at køle husene i varmesæsonen. Moderne luftkonditionering dukkede frem pga. innovationer indenfor kemi i det 19. århundrede – og det første storskala elektriske luftkonditionering blev opfundet og anvendt i 1902 af Willis Haviland Carrier.
I de fleste tilfælde anvendes luftkonditionering primært til gavn for mennesker og dyr. Rumfartøjer bliver nødt til at have klimaanlæg for at rumrejsende kan overleve i længere tid.
Luftkonditionering kan også anvendes af hensyn til inventar (malerier...), cigarer – f.eks. for at hindre mugskader eller for at ting ikke skal blive for tørre. 
Sågar midt ude i ørkenen på bedepladsen i Medina i Saudi-Arabien (15 hektar) har man med moderne luftbefugtningsteknologi formået at nedkøle luften 10 grader ved hjælp af evaporativ køling.